# Burgemeester In 't Veldpark
Burgemeester In 't Veldpark is een park in de Nederlandse plaats Zaandam en bevindt zich in de Rosmolenbuurt. Het park is het grootste park in de gemeente Zaanstad.

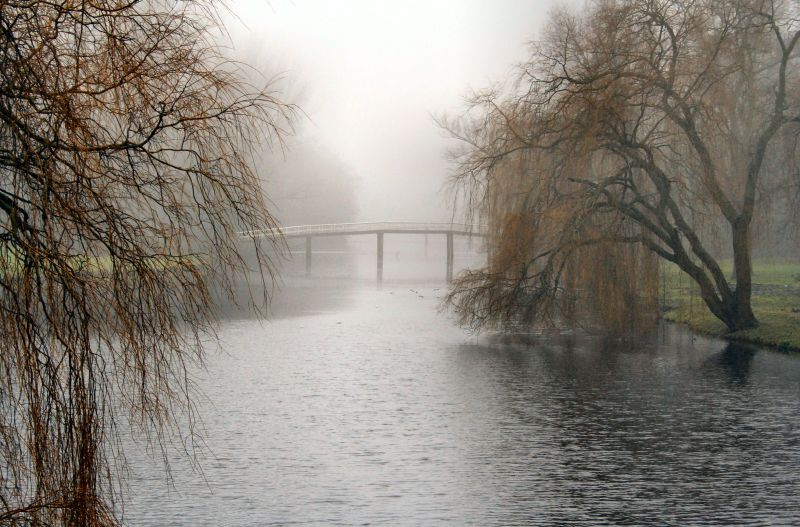
Foto genomen in 2006, de rivier Gouw die stroomt door het Veldpark.

In 1928 had men behoefte aan een groot groen- en wandelgebied in Zaandam, maar pas in 1953 werd met de aanleg gestart. Vernoemd naar burgemeester Joris in 't Veld, werd op 16 juli 1955 het gebied als wijkpark geopend.
De Gouw, die recht door het park stroomt, verdeelt het park in tweeën. De westelijke en oostelijke kant zijn verbonden met drie bruggen. De oostelijke kant heeft in het zuiden een heuvel met eromheen een speeltuin. In het noordoosten is een meer met meerdere eilanden, waar boten zijn aangemeerd. Er is ook een plek om te vissen aan het water. In het westen is een grote cirkel van gras die vaak gebruikt voor diverse evenementen, waaronder de Dam tot Damloop. In het noordwesten van het park zijn een klein skatepark en de Heemtuin Zaandam.
Sinds 2012 heeft het park last van overlastgevende bezoekers. Met diverse maatregelen, zoals een alcoholverbod en een avondsluiting, is geprobeerd de overlast terug te brengen.